# Dinero representativo
El dinero representativo es un tipo de dinero que, a diferencia del dinero mercancía, se basa en otro activo, como, por ejemplo, el dinero respaldado en oro, plata, petróleo u otra moneda, que tiene la cualidad de ser convertible al activo al cual representa, el cual puede ser una especie de dinero metálico. Esta expresión también se usa para referirse a un certificado, físico o electrónico, que representa la intención del emisor del mismo de pagarle al poseedor del certificado, como, por ejemplo, un cheque de caja de un banco. Se diferencia del dinero fiat en que este último no es convertible.